# Karel Hoffmann (voják)
Karel Hoffmann (1. září 1925, Třebíč – 5. února 1994, Třebíč) byl český dělník a voják.

## Život
Karel Hoffmann se narodil v roce 1925 v Třebíči, narodil se v rakouské rodině, ale vyrostl v českém prostředí. V roce 1943, ještě během učení se malířem, narukoval do německé armády. Nastoupil na výcvik do Českých Budějovic a po výcviku odešel s jednotkou do Francie. Spolu s Václavem Ducháčkem se u města Caen seznámili se členy ilegální protifašistické organizace a dezertovali z německé armády do města Lier. Společně pak odpluli do Skotska, kde byli jako příslušníci německé armády internováni do zajateckého tábora. Posléze byli propuštěni a mohli tak nastoupit do československé armády. Nastoupili na výcvik a na začátku roku 1944 pak začali působit u průzkumného tankového praporu. Tankový prapor pak působil v Normandii a následně při bojích u Dunkerque. Po skončení bojů u Dunkerque pak jednotka působila v Paříži a následně přes Německo mířila k československým hranicím a dorazila do Plzně a Klatov. Působení v armádě ukončil v Moravské Třebové.
Po skončení druhé světové války se Karel Hoffmann vrátil do Třebíče, kde dokončil učení a pracoval jako malířský dělník. Později pracoval v Unipletu v Třebíči. Zemřel v roce 1994.